# Kunihiro Shimizu
Kunihiro Shimizu (jap. 清水 邦広 Shimizu Kunihiro; ur. 11 sierpnia 1986 w Fukui) – japoński siatkarz, reprezentant Japonii, grający na pozycji atakującego.

## Sukcesy klubowe
Puchar Cesarza:
- 2009, 2011, 2012, 2017, 2023[1]

Turniej Kurowashiki:
- 2010, 2012, 2014, 2018

Mistrzostwo Japonii:
- 2010, 2012, 2014[2], 2018, 2019
- 2013, 2016, 2020, 2021, 2024[3]
- 2022[4], 2023[5]

Klubowe Mistrzostwa Azji:
- 2019
- 2010

## Sukcesy reprezentacyjne
Mistrzostwa Azji:
- 2009, 2015
- 2019

Puchar Wielkich Mistrzów:
- 2009

Igrzyska Azjatyckie:
- 2010
- 2014

Memoriał Huberta Jerzego Wagnera:
- 2015

## Nagrody indywidualne
- 2009: Najlepszy punktujący Pucharu Wielkich Mistrzów
- 2014: MVP Turnieju Kurowashiki
- 2014: MVP i najlepszy atakujący ligi japońskiej w sezonie 2013/2014
- 2015: MVP Mistrzostw Azji[6]
- 2019: Najlepszy atakujący Klubowych Mistrzostw Azji